# Вулиця Розкопна (Черкаси)
Ву́лиця Розко́пна — вулиця в Черкасах.

## Розташування
Вулиця починається в долині Дніпра від вулиці Гагаріна. Потім вона піднімається вгору і впирається в Парковий узвіз і в сквер Хмельницького.

## Опис
Вулиця доволі вузька, вільно рухатись можна лише в одному напрямку. Забудована приватними будинками, деякі з них побудовані ще в дев'ятнадцятому столітті.

## Походження назви
Вперше вулиця згадується 1884 року. Названа через розташування в цьому місці піщаних та глиняних розкопів та, можливо, тому, що для створення вулиці довелось розкопати кручу на правому березі Дніпра. Також вулиця цікава тим, що це чи не єдина вулиця в Черкасах, яка не міняла своєї назви протягом всього свого існування (тобто мала однакову назву і за Російської Імперії, і за часів Радянського Союзу, і за часів незалежної України).